# Buffalo Gap (Dakota del Sur)
Buffalo Gap es un pueblo ubicado en el condado de Custer en el estado estadounidense de Dakota del Sur. En el Censo de 2010 tenía una población de 126 habitantes y una densidad poblacional de 158,98 personas por km².

## Geografía
Buffalo Gap se encuentra ubicado en las coordenadas 43°29′32″N 103°18′55″O / 43.49222, -103.31528. Según la Oficina del Censo de los Estados Unidos, Buffalo Gap tiene una superficie total de 0.79 km², de la cual 0.79 km² corresponden a tierra firme y (0%) 0 km² es agua.

## Demografía
Según el censo de 2010, había 126 personas residiendo en Buffalo Gap. La densidad de población era de 158,98 hab./km². De los 126 habitantes, Buffalo Gap estaba compuesto por el 91.27% blancos, el 0% eran afroamericanos, el 7.14% eran amerindios, el 0% eran asiáticos, el 0% eran isleños del Pacífico, el 0.79% eran de otras razas y el 0.79% pertenecían a dos o más razas. Del total de la población el 0.79% eran hispanos o latinos de cualquier raza.